# Gočaltovo
Gočaltovo es un municipio del distrito de Rožňava en la región de Košice, Eslovaquia, con una población estimada a final del año 2024 de 209 habitantes.
Se encuentra ubicado al oeste de la región, en la cuenca hidrográfica del río Hernád, y cerca de la frontera con la región de Banská Bystrica y Hungría.

## Demografía
| Año        | 1994 | 2004    | 2014    | 2024     |
| ---------- | ---- | ------- | ------- | -------- |
| Población  | 270  | 249     | 246     | 209      |
| Diferencia |      | −7,77 % | −1,20 % | −15,04 % |

| Año        | 2023 | 2024    |
| ---------- | ---- | ------- |
| Población  | 218  | 209     |
| Diferencia |      | −4,12 % |